# 尤登堡上方圣彼得
尤登堡上方圣彼得是奥地利施蒂利亚州穆尔河谷县的一个市镇。总面积50.36平方公里，总人口1172人，人口密度23.3人/平方公里（2005年）。